# Jelle Geens
Jelle Geens (Heusden-Zolder, 26 de marzo de 1993) es un deportista belga que compite en triatlón.
Ganó dos medallas de bronce en el Campeonato Europeo de Triatlón, en los años 2018 y 2019. Participó en dos Juegos Olímpicos de Verano, en los años 2016 y 2020, ocupando el quinto lugar en Tokio 2020, en la prueba de relevo mixto.

## Palmarés internacional
| Campeonato Europeo | Campeonato Europeo    | Campeonato Europeo | Campeonato Europeo |
| Año                | Lugar                 | Medalla            | Prueba             |
| ------------------ | --------------------- | ------------------ | ------------------ |
| 2018               | Glasgow (Reino Unido) | Medalla de bronce  | Relevo mixto       |
| 2019               | Weert (Países Bajos)  | Medalla de bronce  | Individual         |